# Таварнеле Вал ди Пеза
Таварнѐле Вал ди Пѐза (на италиански: Tavarnelle Val di Pesa) е градче в централна Италия, община Барберино Таварнеле, провинция Флоренция, регион Тоскана. Разположено е на 378 m надморска височина.